# Abergeldie Castle
Abergeldie Castle ist ein Tower House mit vier Stockwerken. Es liegt in der Nähe von Crathie in Aberdeenshire, Schottland, am südlichen Ufer des Flusses Dee.

## Geschichte
1481 wurde das Gebiet um Abergeldie an Alexander Gordon of Midmar übergeben, erster Sohn des 1. Earl of Huntly. Der 4. Laird dieser Linie, ebenfalls Alexander, genannt Black Alister errichtete den Wohnturm im Jahr 1550. 
Im Jahr 1592 widerstand die Burg einem Überfall des Clan Mackintosh und anderer Clans bei einem Feldzug, der als Great Spulzie bekannt wurde.
Als die Covenanters um 1640 die Kontrolle über die Gegend übernahmen, ordneten sie eine Zerstörung der Burg an, weil Alexander, 7. Laird, ein begeisterter Königstreuer war. Der Befehl wurde jedoch aus unbekannter Ursache nicht ausgeführt.
1686 wurde Abergeldie Castle von John Graham of Claverhouse, Viscount Dundee als Truppensammelpunkt genutzt, als er eine Hochlandarmee gegen Wilhelm III. aufstellte. Die Burg wurde im Gegenzug während des schottischen Jakobitenaufstandes von 1689 von General Hugh Mackay eingenommen, der sie erst nach längerer Blockade durch den Clan Farquharson wieder räumen konnte.
Als Königin Victoria und ihr Ehemann Albert begannen, das benachbarte Balmoral Castle als Ferienresidenz auszubauen, pachteten sie Abergeldie Castle. In dieser Zeit wurde es zuerst von Queen Mother, Duchess of Kent genutzt; danach bewohnte es Prinzessin Eugenie, Witwe von Napoleon III. Zuletzt beherbergte es den Prince of Wales und seine Familie.
Abergeldie Castle gehört John, 21. Laird Gordon, Baron of Abergeldie, der seit 1972 auch hier lebt. Das gesamte Anwesen ist jedoch dauerhaft an das Anwesen Balmoral (und damit an den König von Großbritannien und Nordirland) verpachtet. Die letzte Pachtverlängerung fand im Jahr 2000 statt. In jüngerer Zeit wurde es zur Unterbringung von Gästen der königlichen Familie genutzt, wenn diese sich in Balmoral aufhält.
Ende Dezember 2015 gingen durch das Sturmtief Frank ungewöhnlich starke Regenfälle nieder, welche den Fluss Dee dramatisch anschwellen ließen. Dies führte im Bereich des Castles zu starken Erosionen des Ufers. Am 5. Januar 2016 brachen letzte Teile der Gartenmauer vom Castle ab und die nördliche Gebäudeecke wurde teilweise unterspült.

## Architektur
Der rechteckig angelegte Wohnturm misst etwa 11 m × 8,5 m mit 1,2 m dicken Wänden und besitzt einen Keller, drei Stockwerke sowie ein Dachgeschoss. An seiner südwestlichen Ecke befindet sich ein etwa 4,6 m durchmessender runder Treppenturm mit der Haupttreppe, die anderen Ecken des Bauwerkes sind abgerundet. 
Im frühen 19. Jahrhundert wurde auf die Spitze des Treppenturm ein mit einem Kielbogen überdachter Glockenturm aufgesetzt. In die Südfassade wurden venezianische Fenster eingefügt. Einige modernere Anbauten liegen östlich des Wohnturmes.
Der Keller sowie die Great Hall im Erdgeschoss besitzen Gewölbedecken. Die gesamte Einrichtung wurde restauriert und ist in ihrem originalen Zustand vorhanden.
Der schottische Architekt W. Douglas Simpson bemerkt Ähnlichkeiten zwischen Abergeldie und Balfluig Castle in Alford, was darauf hindeutet, dass sie von derselben Person entworfen sein könnten.
Das Gebäude steht seit dem 24. November 1972 als Kategorie-A-Bauwerk unter Denkmalschutz.

## Trivia
Laut einer Legende lebte einst eine französische Dienstmagd auf der Burg. Ihr Name wird in verschiedenen Quellen mit Catherine, Kittie oder Katy Rankie, Rankin oder Frankie angegeben. Sie demütigte ihre Herrin unbeabsichtigterweise, wurde daraufhin der Hexerei beschuldigt und eingekerkert, bevor sie auf dem nahegelegenen Hügel Craig-na-Ban verbrannt wurde. Seitdem soll sie des Nachts umhergeistern.